# Вибори до Волинської обласної ради 2006
Вибори до Волинської обласної ради 2006 — вибори до Волинської обласної ради, що відбулися 26 березня 2006 року. Це були перші вибори до Волинської обласної ради, що проводилися за пропорційною виборчою системою. Для того, щоб провести своїх представників до  Волинської обласної ради, партія чи блок мусила набрати не менше 3% голосів виборців.

## Результати виборів
| Розподіл голосів    | Розподіл голосів    | Розподіл голосів | Розподіл голосів | Розподіл голосів |
| ------------------- | ------------------- | ---------------- | ---------------- | ---------------- |
|                     |                     |                  |                  |                  |
| БЮТ (40)            | БЮТ (40)            |                  | 41.34%           | 41.34%           |
| «Наша Україна» (18) | «Наша Україна» (18) |                  | 18.85%           | 18.85%           |
| УНБ КіП (6)         | УНБ КіП (6)         |                  | 6.48%            | 6.48%            |
| «Рідна Волинь» (5)  | «Рідна Волинь» (5)  |                  | 4.58%            | 4.58%            |
| Блок Литвина (4)    | Блок Литвина (4)    |                  | 3.76%            | 3.76%            |
| ПР (4)              | ПР (4)              |                  | 3.64%            | 3.64%            |
| СПУ (3)             | СПУ (3)             |                  | 3.05%            | 3.05%            |

Примітка: в таблиці зазначені лише ті політичні сили, які подолали  3 % бар'єр і провели своїх представників до Волинської обласної ради 
 В дужках — кількість отриманих партією чи бльоком мандатів. 

## Зовнішні посилання
- Офіційна сторінка Волинської обласної ради [Архівовано 30 березня 2010 у Wayback Machine.]